# Змаго Сагадин
Змагослав „Змаго“ Сагадин (1. новембар 1952, Цеље) је словеначки кошаркашки тренер.
Сагадин је основао прву кошаркашку селекцију словеначке репрезентације и један је од оснивача Јадранске кошаркашке лиге. Сматра се једним од најуспешнијих словеначких и европских тренера са 25 освојених титула државног првака, како у домаћим првенствима, тако и на иностраном нивоу. Девет пута је примио награду за најбољег тренера године у Словенији и добитник је многих осталих признања везаних за његову тренерску каријеру.
Водио је Црвену звезду у периоду од 2002. до 2004. и са њима освојио Куп Радивоја Кораћа 2004. године.